# Violette Cornelius
Violette Cornelius (17. března 1919, Batavia, Nizozemská východní Indie – 23. ledna 1998, Saint-Maximin, Francie) byla nizozemská fotografka a odbojářka během druhé světové války. Během války se přidala k umělecké odbojové skupině a přispívala do tajných časopisů.

## Životopis
Po válce se specializovala na fotografii architektury. Spolupracovala na mnoha fotoknihách, včetně jedné o Hoogovens IJmuiden s fotografem Casem Oorthuysem a dalšími. V roce 1957 nasnímala spolu s autorem Janem Elburgem knihu o městě Weesp. Poté, často s kolegou Seanem Wellesley Millerem, zachycovala migraci do městských oblastí v rozvojových zemích. Později publikovala reportáže o Iráku, Indii, Peru, Jemenu a některých zemích Afriky. V roce 1956 spolupracovala s fotografkou maďarského původu Atou Kandó na dokumentování situace maďarských uprchlíků cestujících do Rakouska.